# Autorité de régulation de l'électricité
L'Autorité de régulation de l'électricité (ERA) est une agence gouvernementale qui réglemente, octroie des licences et supervise la production, le transport, la distribution, la vente, l'exportation et l'importation d'énergie électrique en Ouganda.

## Emplacement
Les bureaux de l'ERA sont situés dans la maison de l'ERA au 15 Shimoni Road, Nakasero, Kampala Central Division, dans la capitale du pays. Les coordonnées de ERA House sont 0° 19′ 20″ N, 32° 35′ 13″ E).

## Aperçu
L'ERA a été créée en 2000, conformément à la loi de 1999 sur l'électricité, en tant qu'agence du ministère ougandais de l'énergie, du pétrole et du développement minier. Cette société parapublique est régie par un conseil de cinq membres, également connu sous le nom d '«Autorité». Les affaires courantes de l'agence sont supervisées par le directeur général. Les organisations et comités relevant de la compétence de l'ERA comprennent le Conseil d'électrification rurale et les comités des consommateurs d'électricité.

## Opérations
L'une des responsabilités de l'agence est la délivrance de licences aux Câbles électrique à haute tension en Ouganda, qui totalisaient près de 2000 en novembre 2018. Un membre de l'Autorité préside également un comité des permis d'installation de 5 personnes, qui est chargé d'interroger les demandeurs de permis d'installation, de traiter les nouveaux permis, de renouveler les permis et de prendre des mesures disciplinaires contre les titulaires de permis qui enfreignent les conditions de leur permis.

## Gouvernance
L'autorité est supervisée par un conseil d'administration, présidé par Richard Santo Apire. Le directeur général de l'autorité est l'ingénieur Ziria Tibalwa Waako.

## Voir également
- Umeme
- Irene Muloni
- Énergie en Ouganda
- Liste des centrales électriques en Ouganda